# Jardines de la Soledad Unidad Habitacional
Jardines de la Soledad Unidad Habitacional är en ort i Mexiko.   Den ligger i kommunen Soledad de Doblado och delstaten Veracruz, i den sydöstra delen av landet, 290 km öster om huvudstaden Mexico City. Jardines de la Soledad Unidad Habitacional ligger 78 meter över havet och antalet invånare är 356.
Terrängen runt Jardines de la Soledad Unidad Habitacional är platt, och sluttar österut. Runt Jardines de la Soledad Unidad Habitacional är det ganska tätbefolkat, med 104 invånare per kvadratkilometer. Närmaste större samhälle är Soledad de Doblado, 3,7 km väster om Jardines de la Soledad Unidad Habitacional. Omgivningarna runt Jardines de la Soledad Unidad Habitacional är en mosaik av jordbruksmark och naturlig växtlighet.